# Björnlunda
Björnlunda is een plaats in de gemeente Gnesta in het landschap Södermanland en de provincie Södermanlands län in Zweden. De plaats heeft 795 inwoners (2005) en een oppervlakte van 86 hectare.

## Verkeer en vervoer
Bij de plaats lopen de Riksväg 57 en Länsväg 223.
De plaats heeft een station op een spoorlijn.